# Dalstorps socken
Dalstorps socken i Västergötland ingick i Kinds härad, ingår sedan 1974 i Tranemo kommun och motsvarar från 2016 Dalstorps distrikt.
Socknens areal är 58,65 kvadratkilometer varav 57,04 land. År 2000 fanns här 1 157 invånare.  Tätorten Dalstorp med sockenkyrkan Dalstorps kyrka ligger i socknen. 

## Administrativ historik
Socknen har medeltida ursprung. 
Vid kommunreformen 1862 övergick socknens ansvar för de kyrkliga frågorna till Dalstorps församling och för de borgerliga frågorna bildades Dalstorps landskommun. Landskommunen utökades 1952 och 1953 och uppgick 1974 i Tranemo kommun. Församlingen utökades 2010.
1 januari 2016 inrättades distriktet Dalstorp, med samma omfattning som församlingen hade 1999/2000.  
Socknen har tillhört län, fögderier, tingslag och domsagor enligt vad som beskrivs i artikeln Kinds härad. De indelta soldaterna tillhörde Älvsborgs regemente, Norra Kinds kompani och Västgöta regemente, Elfsborgs kompani.

## Geografi
Dalstorps socken ligger sydost om Ulricehamn kring Dalstorpasjön och Jälmån. Socknen är en höglänt skogsbygd.

## Fornlämningar
Boplatser och hällkistor från stenåldern är funna. Från bronsåldern finns gravrösen. Från järnåldern finns flera gravfält några med domarringar.

## Namnet
Namnet skrevs 1342 Dalsathorp och kommer från prästgården. Efterleden är torp, 'nybygge'. Förleden Dals innehåller ett äldre namn på Dalstorpasjön.